# کون نیستن
کون نیستن (هلندی: Coen Niesten؛ زادهٔ ۳۰ اوت ۱۹۳۸) دوچرخه‌سوار اهل هلند است.